# 井上元盛
井上 元盛（いのうえ もともり）は、戦国時代の武将。毛利氏の家臣。安芸国天神山城主。安芸井上氏は清和源氏の流れを汲む信濃源氏井上氏の支流。

## 生涯
安芸国の国人領主・井上勝光の子。はじめ、毛利氏に従い幼少期の毛利元就の後見役として仕えたものの、永正4年（1507年）に元就の領地であった猿掛城・多治比300貫を横領したと伝えられる。大永5年（1511年）に急死し、所領は元就に取り戻されたとされる。
なお、毛利氏に従った同姓同名の人物がおり、大永3年（1523年）の元就の家督相続に賛成した15人の宿老だった人物や、天文19年（1550年）に元就に誅伐された井上一族の人物がいる。